# Cor Huigen
Cor Huigen (20 december 1955) is een voormalig Nederlandse voetballer. Hij stond in het Nederlandse betaalde voetbal onder contract bij SVV.  

## Loopbaan
Huigen begon te voetballen bij SVV. Hij had in totaal 91 wedstrijden gespeeld en 14 doelpunten gescoord in zijn voetbalcarrière. Overig had hij ook gespeeld bij XerxesDZB, SC Neptunus en BVV Barendrecht. Huigen beëindigde zijn voetbalcarrière in 1994.